# Apple A8
Der Apple A8 ist ein von dem US-amerikanischen Unternehmen Apple entwickeltes und vom taiwanischen Unternehmen TSMC gefertigtes System-on-a-Chip (SoC). Er kombiniert eine 64-Bit-ARM-CPU mit einem Grafikprozessor und Hauptspeicher und übernimmt zudem die Funktionen eines herkömmlichen PC-Chipsatzes. Er arbeitet rund 25 % schneller und verbraucht dabei rund 50 % weniger Energie als sein Vorgänger Apple A7. Sein Nachfolger ist der Apple A9.

## Geschichte
Der A8 ist das erste SoC von Apple, das nicht mehr von Samsung, sondern von TSMC produziert wird. Damit endete vorerst die Zusammenarbeit von Apple und Samsung nach gut sieben Jahren im Bereich SoC-Produktion. Der A8 wurde am 9. September 2014 als Teil des iPhone 6 und 6 Plus vorgestellt und wird in diesen Geräten vom Sensor-Koprozessor Apple M8 unterstützt. Seit dem 15. Juli 2015 kommt Apples A8-Chip auch im iPod Touch der sechsten Generation zum Einsatz, seit dem 30. Oktober 2015 im Apple TV der vierten Generation und seit dem 9. Februar 2018 auch im Apple HomePod.
Der Prozessor des A8 sollte angeblich Techniken enthalten, welche von einem Patent der Universität von Wisconsin geschützt sind. Daher sollte das Unternehmen wegen Patentverletzung 506 Millionen Dollar Schadenersatz zahlen. In einem Revisionsverfahren 2017 wurde das Urteil niedergeschlagen.

## Technik
Die im iPhone 6 und 6 Plus verwendeten A8-SoC mit dem Namen APL1011 haben jeweils zwei mit 1,4 GHz getaktete RISC-Prozessorkerne, im iPod touch ist der Kerntakt auf 1,1 GHz reduziert. Im 2015 eingeführten iPad mini 4 taktet die CPU mit 1,5 GHz. Der A8 unterstützt den 64-bit Armv8-Befehlssatz und ist zum 32-bit-Armv7 und ARMv6-Befehlssatz abwärtskompatibel. Die Mikroarchitektur unter der Bezeichnung Typhoon stellt eine Eigenentwicklung von Apple dar. Sie erzielt gegenüber der ersten Cyclone-Generation eine um 16 Prozent höhere Verarbeitungsleistung (IPC, Instruktionen pro Taktzyklus), da die Taktfrequenz gegenüber dem Apple A7 nur um 8 Prozent stieg.
Der A8 adressiert über einen 64-bit breiten Adressbus im iPhone und iPod touch jeweils 1 GB LPDDR3-SDRAM-Speicher, im iPad mini 4 und im Apple TV 4 davon abweichend 2 GB, der mit 1333 MHz getaktet ist. Der A8 wird im 20-nm-Prozess gefertigt. Durch den veränderten Herstellungsprozess passen zwei Milliarden Transistoren auf den Chip. Als GPU kommt eine PowerVR GX6450 zum Einsatz, Hinweise darauf finden sich nicht nur in Apples Entwicklerdokumentation, ein Die-Foto zeigt zudem, dass es sich um eine 4-Cluster-Konfiguration der GX6450 handelt.
Neben CPU und GPU befindet sich auf dem Die als signifikanter Block auch noch ein 4 MB großer SRAM-L3-Cache, der zwischen CPU und GPU geteilt wird. Das Die des Apple A8 ist 88,9 mm² groß (8,47 mm × 10,5 mm), davon werden 12,2 mm² von dem CPU-Block mit L1- und L2-Caches sowie 19,1 mm² von der GPU-Logik belegt.

### Mikroarchitektur

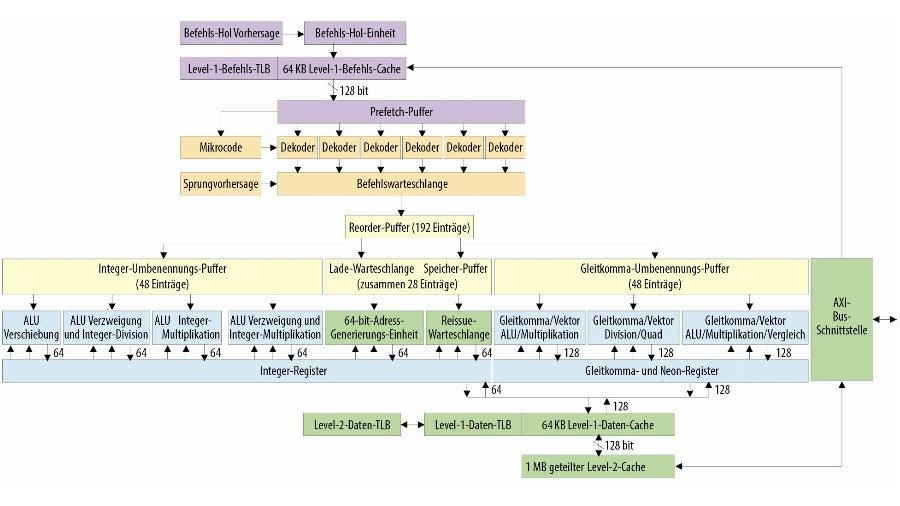
Blockschaltbild von Apples 64-bit-Cyclone-CPU der zweiten Generation.

Die Prozessorkerne des Apple A8 wurden seitens Apple nicht direkt von ARM lizenziert, sondern mittels einer sogenannten Arm-Architekturlizenz, die u. a. auch der Chiphersteller Qualcomm für seine Snapdragon-SoCs nutzt, als Nachfolger der Cyclone-CPU aus dem Apple A7 entwickelt. Da Apple selbst kaum technische Informationen über Cyclone herausgibt, gibt es nur begrenzt gesicherte Informationen über die Mikroarchitektur.
Mittels einiger von Apple veröffentlichter Informationen, eines iPhone 6 und selbst entwickelter Apps hat der Elektronik-Redakteur Frank Riemenschneider versucht, Rückschlüsse auf die Mikroarchitektur von Cyclone zu ziehen. Das präsentierte Blockschaltbild von der zweiten Cyclone-Generation ist das bislang einzig veröffentlichte seiner Art.